# 早川賢一
早川賢一（はやかわ・けんいち、1986年4月5日 - ）は、日本ユニシス実業団バドミントン部所属の男子バドミントン選手。バドミントン日本代表ナショナルチームに選出されている。日本大学卒2014年トマス杯世界大会団体戦において遠藤大由とダブルスで出場、日本の団体優勝に貢献した。
2016年、日本代表の引退を発表。

## 主な成績
国際大会
| 年   | 大会                                   | 種目 | 成績    | Name                |
| ---- | -------------------------------------- | ---- | ------- | ------------------- |
| 2007 | ルーマニアインターナショナル           | MD   | 優勝    | 早川賢一 / 数野健太 |
| 2007 | オーストラリアインターナショナル       | MD   | 優勝    | 早川賢一 / 数野健太 |
| 2009 | ドイツオープン                         | MD   | 準優勝  | 早川賢一 / 数野健太 |
| 2010 | オーストラリアオープン                 | MD   | 優勝    | 早川賢一 / 遠藤大由 |
| 2010 | 大阪インターナショナルチャレンジ       | XD   | 優勝    | 早川賢一 / 松尾静香 |
| 2010 | トマス杯                               | Team | ベスト4 | 日本                |
| 2010 | オーストラリアオープン                 | MD   | 優勝    | 早川賢一 / 遠藤大由 |
| 2010 | デンマークオープン                     | MD   | ベスト4 | 早川賢一 / 遠藤大由 |
| 2011 | ロシアオープン                         | MD   | 準優勝  | 早川賢一 / 遠藤大由 |
| 2011 | インドネシアオープングランプリゴールド | MD   | 準優勝  | 早川賢一 / 遠藤大由 |
| 2012 | トマス杯                               | Team | ベスト4 | 日本                |
| 2012 | 中国マスターズ                         | MD   | 準優勝  | 早川賢一 / 遠藤大由 |
| 2013 | 全英オープン                           | MD   | 準優勝  | 早川賢一 / 遠藤大由 |
| 2014 | トマス杯                               | Team | 優勝    | 日本                |